# Karl Ditters von Dittersdorf (teolog)
Karl Ditters von Dittersdorf (ur. 24 czerwca 1793 w Janowej Górze na Śląsku, zm. 31 marca 1851 we Fromborku) – warmiński duchowny katolicki, kanonik kapituły warmińskiej we Fromborku, regens Seminarium Duchownego w Braniewie, wykładowca teologii pastoralnej.

## Życiorys

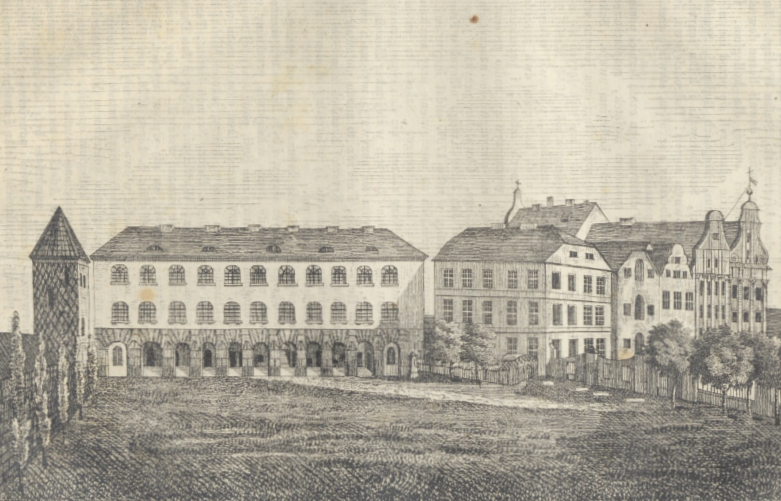
Dziedziniec uczelni w Braniewie, w czasach jego rządów

Był najmłodszym synem znanego austriackiego kompozytora epoki klasycyzmu Karla Ditters von Dittersdorf i Nikoli z domu Trink. Studiował matematykę i filozofię na Uniwersytecie Wrocławskim, później teologię. Święcenia kapłańskie przyjął 5 czerwca 1819 roku. Był wikariuszem w Szprotawie, później proboszczem w Złotoryi. Zaangażował się w publicystykę katolicką, pisał w prasie katolickiej. W 1825 został mianowany prefektem i ojcem duchownym alumnów w Seminarium Duchownym w Braniewie w Prusach Wschodnich. W 1828 został również radcą kurialnym i sędzią prosynodalnym. W 1834, gdy regens Josef Scheill nieszczęśliwie utonął podczas kąpieli w rzece Pasłęce, został mianowany jego następcą w Seminarium Duchownego w Braniewie. Został także profesorem teologii pastoralnej w seminarium. Za jego rządów w uczelni wprowadzono potrzebny, szczególnie na terenach południowej Warmii, lektorat języka polskiego, gdyż około 40% wiernych diecezji stanowiła ludność polska. Wprawdzie możliwość uczenia się języka polskiego zapewniono już w 1825 roku, jednak dopiero w 1840 roku język polski stał się w seminarium oficjalnym przedmiotem z opłacanym przez władze etatem. Jako pierwszy nauczyciel zatrudniony został pochodzący ze Śląska Laurentius Feldt, który był już wcześniej lektorem języka polskiego na Uniwersytecie Wrocławskim. 18 listopada 1842 ks. Ditters wraz z doktorem Feldtem opracowali program nauki języka polskiego dla gimnazjum i Liceum Hosianum. Ponadto od 1839 roku został wprowadzony w seminarium obowiązek posiadania matury przez kandydatów.
W 1835 Karl Ditters uzyskał doktorat na Uniwersytecie Wrocławskim na podstawie dysertacji De sanctissimi salvatoris nostri sermone Capharnaitico (Johann. 6,26 sqq.) integre ad sanctissimum Eucharistiam referendo. W 1837 został mianowany sędzią do spraw małżeńskich w sądzie biskupim. W 1840 został pronotariuszem apostolskim. 5 lipca 1843 otrzymał godność kanonika kapituły warmińskiej i przeniósł się do Fromborka. Nie był to wcale odosobniony przypadek, że ta uczelnia traciła wykładowcę po jego „awansie” do kapituły katedralnej przy kurii biskupiej. Odejście regensa Dittersa zbiegło się w czasie z niezwykle ważnym wydarzeniem w historii braniewskiej uczelni, a mianowicie z uzyskaniem przez Liceum Hosianum praw akademickich.  
Karl Ditters miał bardzo rozległe zainteresowania – od prawa kanonicznego, egzegezy biblijnej i muzyki kościelnej po obserwacje astronomiczne, które prowadził w obserwatorium szkolnym na Wieży Kleszej wraz z prof. Feldtem. 
Zmarł 31 marca 1851 roku we Fromborku. W pamięci potomnych zapisał się jako dobry kaznodzieja i nauczyciel. Swój majątek zapisał w testamencie na konwikt studencki w Braniewie. 

## Pisma
Źródło
- (Hg.) Breslauer Zeitschrift für katholische Theologie, 1832/33
- (Hg.) Von der katholischen Kirche, 1827–1830
- De sanctissimi salvatoris nostri sermone Capharnaitico (Johann. 6,26 sqq.) integre ad sanctissimum Eucharistiam referendo (Dissertation), 1835
- Andreas, Bischof Ermland; Karl Ditters von Dittersdorf: Kurzer Bericht über die Ermordung und das Leichenbegängniß des Bischofes von Ermland Herrn Andreas Stanislaus von Hatten. Nebst der bei der feierlichen Bestattung gehaltenen Trauerrede. Braunsberg: Heyne, 1841
- Rede am Grabe des Herrn J. Schnabel, gesprochen den 18.06.1831, 1831
- Trauerrede am Grabe Sr. Durchlaucht des Fürstbischofs von Ermland, 1837
- Trauerrede auf König Friedrich Wilhelm III. von Preußen, 1840
- Trauerrede auf Professor Joseph Annegarn, 1873
- Verteidigung des Theinerschen Werks: Die Einführung der erzwungenen Ehelosigkeit bei den christlichen Geistlichen und ihre Folgen, 1828